# 특수내장들신경섬유
특수내장들신경섬유(special visceral afferent fibers, SVA)는 위장관과 관련하여 발달하는 들신경섬유이다. 이 신경섬유는 특수감각인 후각과 미각 정보를 전달한다. 특수내장들신경섬유를 포함하고 있는 뇌신경에는 후각신경 (I), 얼굴신경 (VII), 혀인두신경 (IX), 미주신경 (X)이 있다. 혀의 앞쪽 2/3에서는 얼굴신경이, 혀 뒤쪽 1/3에서는 혀인두신경이, 후두덮개에서는 미주신경이 미각 정보를 받는다. 이후 감각 정보는 각 신경의 신경절(순서대로 무릎신경절, 혀인두신경 아래신경절, 미주신경 아래신경절)에 있는 1차 세포체를 통해 숨뇌로 전달되고, 여기서 숨뇌는 고립로를 따라 이동하여 고립로핵에서 끝난다.

## 같이 보기
- 일반몸들신경섬유(GSA)
- 일반내장들신경섬유(GVA)
- 특수몸들신경섬유(SSA)

## 참고 문헌
1. ↑  “cranial nerves”. 2019년 3월 18일에 원본 문서에서 보존된 문서. 2022년 2월 24일에 확인함.
2. ↑  Drake et al. (2010), Gray's Anatomy for Students, 2nd Ed., Churchill Livingstone.
3. ↑  Bhatnagar C. Subhash. Neuroscience for the study of communicative disorders. Philadelphia, Pennsylvania. Lippincott Williams & Wilkins, 2002